# Liceo italiano di Istanbul
Il Liceo Italiano di Istanbul (turco: Özel İtalyan Lisesi), noto altresì come Istituti Medi Italiani (IMI), è una scuola internazionale italiana sita a Beyoğlu, nella parte europea di Istanbul, in Turchia. L'istituto è di proprietà dello Stato italiano ed è perciò ritenuto di ordinamento pubblico dal MIUR.
Il Liceo ammette studenti sia di nazionalità italiana che turca, in quest'ultimo caso valutandone l'ammissione in base al curriculum scolastico precedente.

## Storia

### Le scuole italiane a Istanbul
Durante l'epoca ottomana, il sultano concesse ai mercanti genovesi, veneziani e del Regno delle Due Sicilie di commerciare nei pressi di Galata e sulle rive del Corno d'Oro. Inizialmente, i più ricchi tra costoro assumevano precettori privati per l'istruzione dei loro figli, mentre i bambini provenienti da contesti più umili ricevevano lezioni dal clero cattolico.
Per rispondere alle esigenze didattiche della comunità italiana, tra il 1861 e il 1912 furono perciò aperte a Istanbul 16 scuole. Una delle più importanti fu la scuola serale fondata nel 1861 con il contributo della comunità diplomatica italiana. Negli ultimi anni del XIX secolo fu quindi inaugurata un'altra istituzione: la Società Operaia di Mutuo Soccorso per l'Assistenza, affiliata anch'essa al Governo italiano. Tale istituzione fu pioniera nell'apertura della Regia Scuola Elementare e Media, che iniziò la sua attività educativa nel 1885 all'incrocio tra İstiklal Caddesi e la vecchia Grand Rue de Pera.
Nel 1885, vi si aggiunse il Centro commerciale italiano, che iniziò le sue attività a Beyoğlu. Quest'ultimo istituto prevedeva inizialmente tre anni di studi, al termine dei quali veniva rilasciato un diploma di scuola tecnica. Nel 1900 gli anni passarono a quattro, e il diploma conseguito diede la possibilità di trasferirsi nei principali uffici commerciali del Regno d'Italia o di proseguire gli studi al Regio Istituto Orientale di Napoli.

### Struttura attuale
L'edificio in cui ha sede il Liceo italiano si sviluppa su 5 piani di 600 metri quadrati. La scuola dispone di 20 aule, 4 sale corsi, diverse sale amministrative, un palazzetto dello sport, un laboratorio scientifico al piano terra, un laboratorio informatico, una sala polivalente, un archivio, una biblioteca e un laboratorio d'arte al quarto piano.
Le principali lingue di insegnamento sono l'italiano e il turco. L'inglese è insegnato come lingua straniera, mentre il latino come lingua antica.
Al termine di un percorso di studi di 4 anni viene rilasciato un doppio diploma di liceo in turco (Lise diploması) ed italiano (in seguito all'esame di maturità).